# Cyanopepla quadricolor
Cyanopepla quadricolor là một loài bướm đêm thuộc phân họ Arctiinae, họ Erebidae.